# Friedrich Niecks
Friedrich Maternus Niecks (* 3. Februar 1845 in Düsseldorf; † 24. Juni 1924 in Edinburgh) war ein deutscher Musiklehrer und Musikschriftsteller, der den größten Teil seines Lebens in Schottland verbrachte. Er wurde bekannt durch seine Biografien von Frédéric Chopin und Robert Schumann.

## Biographie
Friedrich Maternus Niecks wurde in Düsseldorf als Sohn eines Dirigenten und Lehrers geboren. Auch sein Großvater war Musiker von Beruf. Er studierte Musik bei seinem Vater und später bei Leopold Auer und anderen (Violine) und bei Julius Tausch (Klavier und Kompositionslehre). Im Alter von 13 debütierte er mit dem Violinkonzert Nr. 2 von Charles-Auguste de Bériot. Er schloss sich dem Orchester des Musikvereins im Alter von 21 an.
1868 wollte er nach Großbritannien gehen. Alexander Mackenzie lud ihn ein, sich in Schottland niederzulassen, wo er Viola-Spieler in Mackenzies Streichquartett in Edinburgh und Organist und Lehrer in Dumfries wurde. 1879 wurde er ein regelmäßiger Autor der Musical Times.
1884 publizierte er ein Concise Dictionary of Musical Terms in zwei Ausgaben. 1888 publizierte er sein bedeutendstes Werk, Frédéric Chopin als Mensch und Musiker, mit einer deutschen Ausgabe, die 1890 erschien. Dieses war die erste umfassende Biographie von Chopin.
1891 wurde er zum Reid-Professor für Musik an der Universität Edinburgh ernannt, eine Stelle, die er bis 1914 ausfüllte. Seine Aktivitäten schlossen die Leitung eines Streichquartetts und eine Serie von Konzerten in historischer Aufführungspraxis ein, zusätzlich zu seinen Vorlesungen und Lehrverpflichtungen. Seine publizierten musikbezogenen Papiere umfassten The Flat, the Sharp and the Natural; The Teaching of Musical History; A History of Programme Music from the 16th Century to the Present Time; und The Nature and Capacity of Modern Music („Die B-Tonarten, die Kreuz-Tonarten, und die Natürlichen Tonarten“, „Die Lehre der Musikgeschichte“, „Eine Geschichte der Programmmusik vom 16. Jahrhundert bis zur Gegenwart“, „Die Natur und die Befähigung zu moderner Musik“).
Niecks wurde 1898 zum Doktor der Musikwissenschaften der Universität Dublin promoviert. 1907, im Alter von 62, heiratete er die Tochter von Sir John Struthers, Minister des schottischen Erziehungsministeriums.
1914, beim Ausbruch des Ersten Weltkriegs, war er gezwungen, nach Deutschland zurückzukehren. Als Reid-Professor folgte ihm Donald Tovey nach. Niecks kehrte später nach Edinburgh zurück, wo er 1924 im Alter von 79 starb. Seine Witwe Christina Niecks gab seine Biographie von Robert Schumann heraus und publizierte sie im Jahr nach Niecks Tod. Sie starb 1944. Sie vermachte der Universitätsbibliothek von Edinburgh ihre Sammlung von Chopin-Sammlungsstücken, darunter auch Briefe von Chopin, Franz Liszt und Clara Schumann.

## Reputation
Niecks' Reputation als Kenner von Chopin war im 19. Jahrhundert zunächst stark, wurde aber in späteren Jahren in Frage gestellt. Die Zeitschrift Monthly Musical Record schrieb 1915: "His whole professional life has been one long big accident [including] the manner in which he first came to be regarded as the greatest living authority on Chopin". („Sein gesamtes berufliches Leben war ein einziges großes Unglück, eingeschlossen seine Art, zunächst als größte lebende Autorität in Sachen Chopin angesehen zu werden.“)
Zuletzt wurde insbesondere bemängelt, dass Friedrich Niecks' Abschnitte über die Zeit 1841–1849 und die Jahre nach Chopins Tod angefüllt sind mit Halbwahrheiten, Hörensagen, Auslassungen, Hinweisen und Abstrafungen, die auch noch von anderen Autoren kopiert und fortgesetzt weiterverbreitet wurden.
Jedenfalls gab 2011 das Fryderyk-Chopin-Institut in Warschau, Polen, eine in polnischer Sprache erstellte Version von Niecks' Chopin-Biographie heraus.

## Werke
- Frederick Chopin as a Man and Musician. 2 Bände, 3. Auflage. 1902 (online)
- Friedrich Chopin als Mensch und Musiker. vom Verfasser vermehrt und aus dem Englischen übertragen von Wilhelm Langhans. Leuckart, Leipzig 1890.
  - Band 1 (Digitalisat)
  - Band 2 (Digitalisat)
- Robert Schumann. Dent u. a., London 1925.

## Belege
1. 1 2  Frederick Niecks. In: The Musical Times. Band 40, Nr. 679 vom 1. September 1899, S. 585–593; JSTOR:3368603.
2. ↑  Frederick Niecks: Frederick Chopin, as a man and musician;. London; New York, Novello, Ewer & Co., 1888 (archive.org [abgerufen am 10. Mai 2023]).
3. ↑  Frederick Niecks: Friedrich Chopin als Mensch und als Musiker. Vom Verfasser verm. und aus dem Englischen übertragen von W. Langhans. Leipzig F.E.C. Leuckart (C. Sander), 1890 (archive.org [abgerufen am 10. Mai 2023]).
4. 1 2 3  Edinburgh University Library (Memento des Originals vom 6. Juli 2010 im Internet Archive)  Info: Der Archivlink wurde automatisch eingesetzt und noch nicht geprüft. Bitte prüfe Original- und Archivlink gemäß Anleitung und entferne dann diesen Hinweis.
5. 1 2  Icons of Europe
6. ↑  Fryderyk Chopin jako człowiek i muzyk. Narodowy Instytut Fryderyka Chopina, Warsaw 2011, ISBN 978-83-61142-30-0. Cf. Archivierte Kopie (Memento des Originals vom 11. August 2016 im Internet Archive)  Info: Der Archivlink wurde automatisch eingesetzt und noch nicht geprüft. Bitte prüfe Original- und Archivlink gemäß Anleitung und entferne dann diesen Hinweis.

| Personendaten    | Personendaten                     |
| ---------------- | --------------------------------- |
| NAME             | Niecks, Friedrich                 |
| ALTERNATIVNAMEN  | Niecks, Friederich Maternus       |
| KURZBESCHREIBUNG | deutscher Musiklehrer und Autor   |
| GEBURTSDATUM     | 3. Februar 1845                   |
| GEBURTSORT       | Düsseldorf                        |
| STERBEDATUM      | 24. Juni 1924                     |
| STERBEORT        | Edinburgh, Vereinigtes Königreich |